# Jodometrie
Jodometrie is een onderdeel van de analytische scheikunde, waarin de reactie van jodide naar di-jood een belangrijke rol speelt. Veel analyses worden zodanig uitgevoerd dat via deze reactie het aantal mol oxidator of reductor bekend wordt. Jodometrie is een titratiemethode. 
Het omgekeerde proces waarbij di-jood omgezet wordt in jodide heet jodimetrie.

## Algemeen
De twee oxidatietoestanden van jood gaan makkelijk in elkaar over en zijn visueel makkelijk te onderscheiden. Het onderscheid is eventueel met behulp van een stijfsel- of zetmeeloplossing makkelijker te zien: met jood (I2) vormt stijfsel of zetmeel een diepblauw tot zwart complex, met jodide (I־) is er geen complex, en is de oplossing kleurloos. Het verdwijnen van de laatste sporen blauw uit de oplossing geeft het bereiken van het eindpunt (equivalentiepunt) aan.
Naast jood speelt ook thiosulfaat (onder de vorm van een zout met natrium of kalium) als reductor een belangrijke rol. Als oxidator in de jodometrie kunnen een aantal stoffen gebruikt worden:
- kaliumdichromaat, als oertiterstof voor thiosulfaat
- kaliumjodaat en kaliumperjodaat, eveneens  als oertiterstof voor thiosulfaat

Een nauw verwant onderwerp in de analytische chemie is de bromometrie, waarin broom en bromide de rol van jood en jodide overnemen. De grotere reactiviteit van broom maakt reacties mogelijk die met jood niet, of slechts met behulp van een katalysator, mogelijk zijn, bijvoorbeeld de bepaling van het joodadditiegetal. De grotere vluchtigheid van broom leidt wel tot een aantal praktische wijzigingen in de uitvoering. Een ander nadeel in de bromometrie is het ontbreken van een eenvoudig visueel eindpunt. De kleur van broom zelf is minder intens dan die van jood en ook sterk gekleurde complexen ontbreken. Om deze redenen wordt bromometrie vaak uiteindelijk uitgevoerd als jodometrie: Op het moment dat de eigenlijke bepaling uitgevoerd gaat worden wordt een hoeveelheid kaliumjodide aan het reactiemengsel toegevoegd. Met het aanwezige broom wordt jodide snel en kwantitatief omgezet in jood.
{\displaystyle {\ce {Br2\ +\ 2I^{-}\ ->\ I2\ +\ 2Br^{-}}}}
Het gevormde jood wordt vervolgens met thiosulfaat op stijfsel bepaald.

## Toepassingen
De volgende bepalingen (kunnen)  worden uitgevoerd via jodometrie:
- Concentratiebepaling van vitamine C
- Waterbepaling
- Glucosebepaling
- Chloorgehalte in bleekloog
- Joodadditiegetal
- Peroxidegetal